# 男について
『男について』（おとこについて）は、1990年10月12日から12月21日まで、TBS系「FRIDAY DRAMA」枠で放送された浅野ゆう子主演のテレビドラマ。全11話。

## 概要
娘と父の女友達の奇妙な交流と、二人をとりまく男たちとの関係を描く。
女として自分にある程度自信を持っているにもかかわらず、何故か男運に恵まれない2人の女性。男って何、男ってなぜ、男って…。2人は“男について”考え込む。30歳の在宅看護婦、三沢月子（浅野ゆう子）の部屋に突然父の愛人である宮部灯（いしだあゆみ）が訪ねてきて父の癌を告げた。立場からすれば当然、反発しあう2人だが彼女たちは同時に同類のよしみを感じる。“お互いロクでもない男”に振り回されるわねと苦笑に近い感情が芽生えドラマが展開していく…。 
主演の浅野ゆう子は「松原（敏春）さんの本で、いしだ（あゆみ）さんと共演したかった」ということで、このことをプロデューサーに話し、実現したという。
デビー・ギブソンが歌う主題歌「WITHOUT YOU」は山下達郎が作曲、デビー・ギブソンが英詞で作詞した曲で日本で大ヒットした。リリースは日本国内のみ。

## キャスト
三沢月子
演 - 浅野ゆう子
重松次郎
演 - 世良公則
月子の恋人で、刑事。
重松明日香
演 - 早見優
竹内和彦
演 - 唐沢寿明
木崎良平
演 - 別所哲也
和彦の友人で、「代理ナンパ業」をやっている。
麻美
演 - 網浜直子
久史
演 - 加藤久雅
明日香の恋人。
三沢貫一
演 - 板東英二
月子の父で、ビルオーナー。
宮部あき
演 - いしだあゆみ
その他
演 - 郷田ほづみ、村上冬樹、宮本裕子

## スタッフ
- 脚本：松原敏春
- 演出：松本健、根本実樹
- プロデューサー：松本健、浜井誠
- 主題歌：デビー・ギブソン「WITHOUT YOU」
- 制作：木下プロダクション（後のドリマックス・テレビジョン、現：TBSスパークル）、TBS

## 放送日程
| 話数   | 放送日   | 演出     |
| ------ | -------- | -------- |
| 第1話  | 10月12日 | 松本健   |
| 第2話  | 10月19日 | 松本健   |
| 第3話  | 10月26日 | 松本健   |
| 第4話  | 11月02日 | 松本健   |
| 第5話  | 11月09日 | 根本実樹 |
| 第6話  | 11月16日 | 根本実樹 |
| 第7話  | 11月23日 | 根本実樹 |
| 第8話  | 11月30日 | 松本健   |
| 第9話  | 12月07日 | 根本実樹 |
| 第10話 | 12月14日 | 松本健   |
| 最終話 | 12月21日 | 松本健   |